# Чернобилска АЕЦ
Вижте пояснителната страница за други значения на Чернобил.
Чернобилската атомна електроцентрала „Владимир Илич Ленин“ (на украински: Державне спецiалiзоване пiдприємство „Чорнобильська АЕС“; на руски: Чернобыльская АЭС) е изведена от експлоатация атомна електроцентрала, близо до град Припят, Украйна, на 14,5 km северозападно от град Чернобил, на 16 km от украинско-беларуската граница и на около 110 km на север от Киев. Там на 26 април 1986 г. се случва тежката Чернобилска авария.
Електроцентралата се очаква да бъде напълно демонтирана до 2065 г. На 3 януари 2010 г. украинското правителство приема закон в тази насока.

## Описание
Първата част от Чернобилската АЕЦ (първи и втори енергоблокове с ядрени реактори РБМК-1000) е построена в периода 1970 – 1977 г. Втората част (трети и четвърти енергоблокове с аналогични реактори) е построена към края на 1983 г. През 1981 г. на 1,5 km югоизточно от главната площадка започва строежа на третата част с пети и шести енергоблокове със същите реактори, който бива спрян след аварията в четвърти енергоблок при висока степен на готовност на обектите.
Непосредствено в долината на река Припят на югоизток от централа за осигуряване на охлаждане на турбинните кондензатори и други топлообменници на четирите енергоблока е построено насипно охлаждащо езеро с площ от 22 km2 на ниво, по-високо със 7 m от нивото на водата в река Припят и с 3,5 m по-ниско от нивото на площадката на централата. За охлаждане на пети и шести блок се е предвиждало построяването на охладителни кули.
Проектираната сумарна мощност на Чернобилската АЕЦ е 6000 MW, като към април 1986 г. в експлоатация са четири енергоблока с реактори РБМК-1000 и обща мощност от 4000 MW. Към момента на аварията, Чернобилската АЕЦ заедно с Ленинградската и Курската са най-мощните електроцентрали в СССР.
След 23 години и 1 ден експлоатация, на 15 декември 2000 г. Чернобилската АЕЦ прекратява производството на електроенергия завинаги. Към настоящия момент се работи по извеждането ѝ от експлоатация и преобразуването на разрушения четвърти блок в екологически безопасна система.

## Подмяна на саркофага
Първоначално обявена през юни 2003 г., нова стоманена постройка, наречена Нов безопасен саркофаг, се строи, за да замени остаряващия и бързо построен стоманобетонен саркофаг, който защитава четвърти реактор. Въпреки че развитието на проекта е отлагано няколко пъти, строежът на новия саркофаг официално започва през септември 2010 г. Той е финансиран от международен фонд, управляван от Европейската банка за възстановяване и развитие, и е проектиран и строен от френския консорциум Novarka. Novarka строи голяма дъговидна структура с ширина 270 m, височина 100 m и дължина 150 m, която да покрива стария рушащ се бетон, който се ползва към момента.
Проектът по стоманената обвивка се очаква да струва 1,4 милиарда долара и да бъде завършен към 2017 г. Има отделен договор с американската фирма Holtec за построяване на съоръжение в района за съхранение на ядрените отпадъци от Чернобил.

## Галерия
- Разрушеният четвърти енергоблок малко след аварията.
- Щитът за управление на трети реактор.
- Реакторната зала на първи енергоблок.
- Незавършеният пети енергоблок.
- Новият саркофаг над четвърти енергоблок.